# 국립임실호국원
국립임실호국원(國立任實護國園, Imsil National Cemetery)은 국민들의 애국정신 함양을 위한 호국의 성지로 활용하기 위해 설립된 대한민국 국가보훈부 소속의 국립묘지로 국립임실호국원장(4급)은 서기관과 기술서기관으로 보한다.

## 연혁
- 1995년 9월 1일 : 향군참전군인묘지 조성사업단 발족
- 1996년 8월 16일 : 정부 사업승인
- 1999년 5월 27일 : 임실호국용사묘지 기공식
- 2001년 9월 19일 : 임실호국용사묘지 임시관리사무소 편성
- 2001년 11월 30일 : 임실호국용사묘지 준공
- 2002년 1월 1일 : 임실호국원 개원
- 2006년 1월 30일 : 국립묘지 승격
- 2007년 1월 1일 : 국가보훈처로 이관
- 2023년 6월 5일 : 국가보훈부로 이관

## 조직
관리과장
- 총무팀장
- 관리팀장

현충과장
- 전례팀장
- 현충팀장

## 같이 보기
- 국립영천호국원
- 국립이천호국원
- 국립대전현충원
- 국립서울현충원
- 국립망향의동산